# Nédogo-Peulh
Pour les articles homonymes, voir Nédogo.
Nédogo-Peulh est une commune rurale située dans le département de Boudry de la province du Ganzourgou dans la région du Plateau-Central au Burkina Faso.

## Géographie
Nédogo-Peulh est le village Peulh associé à Nédogo.

## Santé et éducation
Le centre de soins le plus proche de Nédogo-Peulh est le centre de santé et de promotion sociale (CSPS) de Nédogo tandis que le centre médical avec antenne chirurgicale (CMA) le plus proche se trouve à Zorgho.
Le village ne possède pas d'école primaire, les élèves devant aller à Nédogo.